# Ізвору-Бирзій
Ізвору-Бирзій (рум. Izvoru Bârzii) — село у повіті Мехедінць в Румунії. Входить до складу комуни Ізвору-Бирзій.
Село розташоване на відстані 272 км на захід від Бухареста, 8 км на північ від Дробета-Турну-Северина, 99 км на північний захід від Крайови.

## Населення
За даними перепису населення 2002 року у селі проживали 737 осіб, усі — румуни. Усі жителі села рідною мовою назвали румунську.